# Reino Florístico Holártico

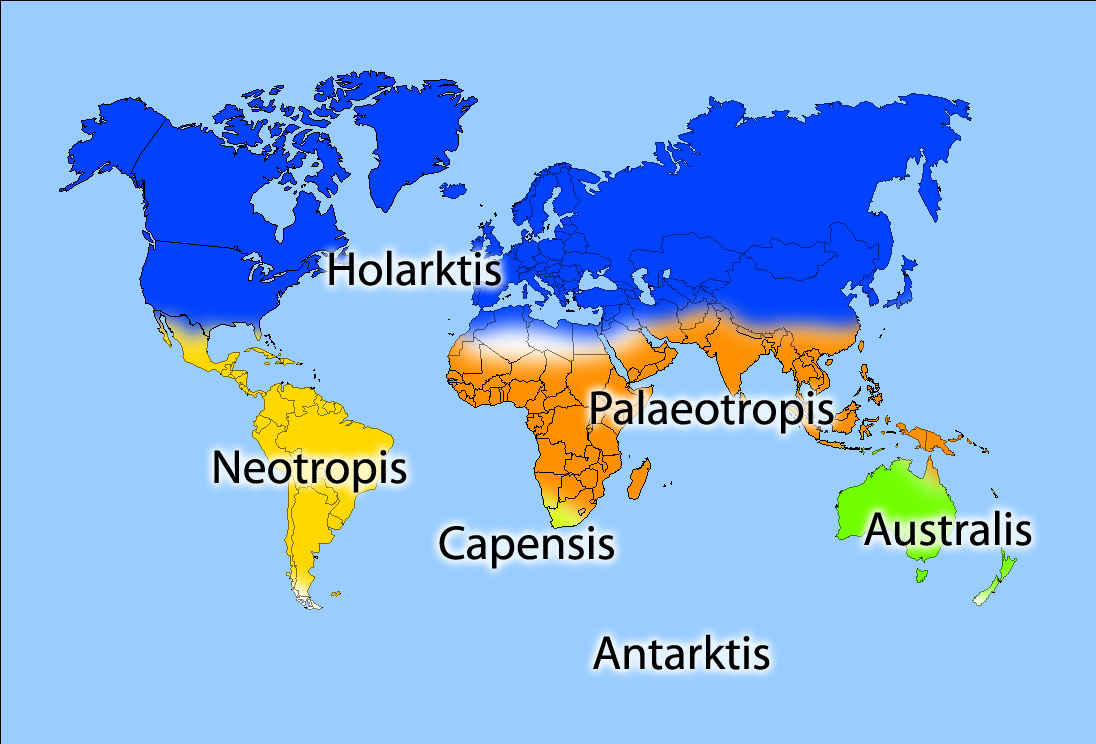
Reinos Florísticos. A azul o Holoártico

O Reino Boreal ou Reino Holoártico (do grego: holos "todo" e arktikos "urso") é um reino florístico identificado pela primeira vez pelo botânico Ronald Good e posteriormente trabalhado por Armen Takhtajan, que inclui as partes temperadas a árticas da Eurásia e América do Norte. A sua flora tem origem no antigo supercontinente Laurásia. No entanto, grande parte da área deste reino (incluindo a maioria da Região Circumboreal) foi sujeita a extensas glaciações durante o Pleistoceno e possui uma flora, em termos geológicos e evolutivos, muito recente. A vegetação do período Terciário obteve algum refúgio nas áreas meridionais e montanhosas do reino, em especial na Região Asiática Oriental e na Região Atlântica da América do Norte, constituindo atualmente conjuntos reliquiais.

## Origem

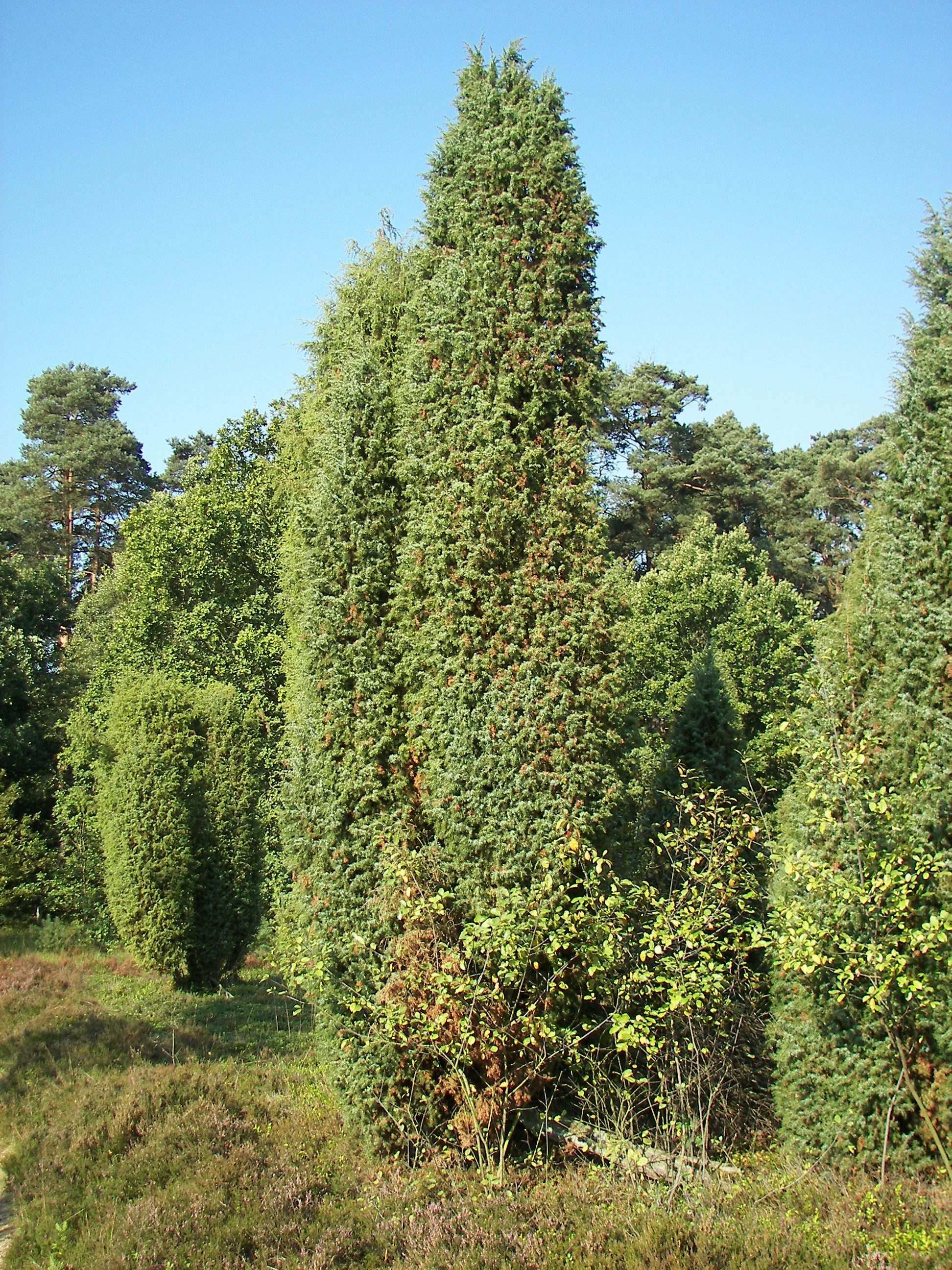
Juniperus communis subsp. communis em Lüneburg Heath na Alemanha. Espécie típica deste reino

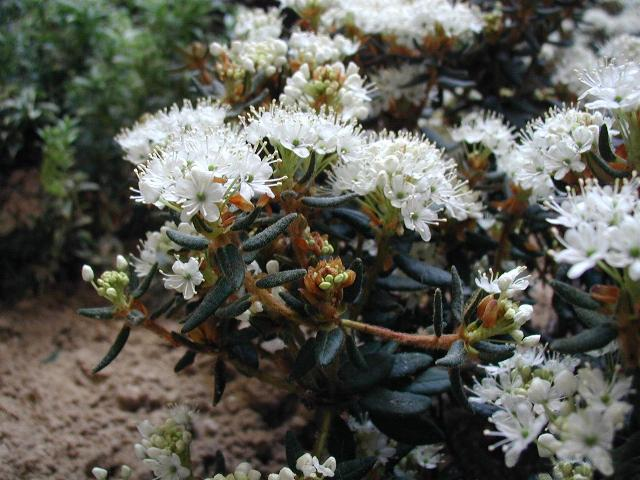
Rhododendron tomentosum

Good apercebeu-se que as espécies de plantas da América do Norte temperada e Eurásia estavam intimamente relacionadas, apesar de fisicamente separadas pelo Oceano Atlântico e Estreito de Bering. Há milhões de anos, antes da abertura do Atlântico, a América do Norte e a Eurásia formavam um único continente, a Laurásia. Após a abertura, os dois continente ligaram-se periodicamente um ao outro por via terrestre, entre o Alasca e a Sibéria. Até há alguns milhões de anos, o clima global era mais quente que o presente, especialmente nas latitudes mais altas, e muitas espécies de clima temperado distribuíram-se ao longo da América do Norte e da Eurásia via Alasca e Sibéria. O clima muito mais frio dos últimos milhões de anos eliminou a zona temperada de conexão entre os dois continentes, mas as origens laurásicas comuns e a longa história de ligações terrestres temperadas explicam as similaridades entre as floras temperadas das duas regiões.

## Relação com as Ecozonas
Um reino florístico é o análogo exclusivamente botânico a ecozona, que tem em conta a distribuição de animais em relação a espécies de plantas. Muitos biogeógrafos referem o Reino Boreal como sendo compostos por duas ecozonas, o Neoártico (América do Norte) e o Paleártico (Eurásia). Outros, baseados na distribuição de famílias relacionadas de plantas e animais incluem estas duas ecozonas numa única, o Holoártico, que corresponde ao Reino Holoártico de Good.

## Subdivisões
O reino está dividido em três sub-reinos florísticos e nove regiões florísticas.

### Sub-reino Boreal
- Região Circumboreal
- Região Asiática Oriental
- Região Atlântica da América do Norte
- Região das Montanhas Rochosas

### Sub-reino Tetiano
- Região da Macaronésia
- Região do Mediterrâneo
- Região Saharo-Árabe
- Região Irano-Turaniana

### Sub-reino Madreano
- Região Madreana